# Новое Еголдаево
Новое Еголдаево — село в Ряжском районе Рязанской области, входит в состав Дегтянского сельского поселения.

## География
Село расположено в 6 км на восток от центра поселения села Дегтяное и в 13 км на восток от райцентра Ряжска. В 5 км от села располагается ж/д станция Еголдаево.

## История
В результате претворения в жизнь военной реформы 1571 года были упразднены сторожи к югу и востоку от Ряжска. Теперь правительство стремилось на местах сторожей создать поселения служилых людей. Оно стало раздавать помещикам свободные земли. За безупречную и многолетнюю службу были отданы в поместье угодья на речке Муратовке сыну боярскому и двум казакам, стоявшим здесь раньше на стороже. Поскольку сын боярский, которому было поручено организовать слободу, носил фамилию «Еголдаев», то и починок на месте нынешней деревни Старое Еголдаево стал именоваться «слободой Еголдаева». Произошло первое поселение примерно в 1573 году. Спустя два — три года один из солдат (казаков) подыскал более удобное место и переселился на место, где сейчас проходит 1-я Центральная улица против медпункта. Другой солдат вскоре перешел тоже сюда. Первый солдат был Храпов.
В 1581 году Крымский хан вновь предпринял набег на Русскую землю, уничтожая всё на своем пути. Не избежала этой участи и слобода Еголдаева, превратившись в пустошь.
Наиболее раннее упоминание о Еголдаеве имеется в следующем источнике: «Подлинная межевая книга поместных и вотчинных земель в Пехлецком стане (1629—1630 гг.)» письма и межевания Григория Киреевского. В ней говорится: «…Межа пустоши, что была деревня Мордвинова с Еголдаевской пустошью, что была казачья слобода».
Есть материалы о Еголдаеве в «Переписной книги посадских дворов и людей города, поместных и вотчинных сел, деревень и дворов в Пехлецком стане 1646 года». «В сельце Еголдаева за ряшены* детьми боярскими за Онисимом Яковлевым сыном Дубовитцким, да за Прокофьем Ондреевым сыном Гостевым, за Ондреем Окуловым сыном Бакиным, за Трофимом Леонтьевым сыном Васильева на их жеребьях крестьянских и бобыльских дворов нет, живут однодворцы. В том же сельце за ряшенином за Васильем Севостьяновым сыном Чернышова на его жеребье крестьянин двор, а людей в нем 2 человека. В том же сельце ряшен детей боярских за Семеновскою женой Столповского за вдовою Марьею да за Семёновой женою Мартинова за вдовою Офимьею на их жеребьях крестьянских и бобыльских дворов нет, живут однодворки. В том же сельце за резанцем за Филатом Онофриевым сыном Потулова на ево жеребье крестьян двор Петрушка Иванов, у нево сын Савостька; двор Илюшка Еремеев, у нево сын Ивашко; двор Левка Семенов, к нево сын Гришка, и тот Гришка бежал в прошлом во 1645 году, а живёт в вотчине боярина Никиты Ивановича Романова в селе Кремлеве,* всего за ним крестьянских 3 двора, а людей в них 5 человек. В том же сельце за ряшенином за Милованном Григорьевым сыном Татаркина на его жеребье 2 двора пустых: в одном дворе жил ряшенин сын боярский Родион Иванов сын Волков, другой пустой двор крестьянина Гаврилка Данилова, и тот Гаврилка бежал в нынешнем 1646 году».
Упоминание о Еголдаеве встречается и в «Писцовой и межевой книге 1652—1653 гг.» писца А.Беклемишева, в которой значится: «…Слобода Еголдаева, а в ней за помещики и в порозжих землях пашни паханые и перелогу, и дикого поля, и лесом поросло добрые земли тысяча девяносто три чети в поле, а в дву по тому ж. Сена тысяча девяносто три копны. Сошного письма в живущем и в пустее соха с третью и полчети сохи и перешло сверх сошного письма четь с третником пашни».
В качестве села Еголдаево с церковью Великого Чудотворца Николая оно упоминается в окладных книгах 1676 года, где при означенной церкви показано  церковной пашни 10 четвертей в поле и сенных покосов на 50 копен. В приходе, состоявшем из села Еголдаева и деревни Старое Еголдаево состояло 17 дворов помещиков – детей боярских, 71 двор казачьих, 6 дворов бобыльских и всего с дворами попа и просфирницы 96 дворов. Вместо упоминаемой в XVII столетии и обветшавшей церкви в селе в 1752 года по просьбе попов Мартиниана Абросимова и Якова Иванова с причетниками и приходскими людьми, дозволено поставить новую церковь в прежнее храмонаименование, которая в 1836 году сгорела. Каменная Николаевская церковь построена помещицей Елисаветой Петровной Арсеньевой в 1838 году. Находившаяся при ней колокольня начата в 1849, а окончена в 1853 году, приделы в честь Покрова Пресвятой Богородицы и Пр. Сергия Радонежского Чудотворца устроены были в 1877 году. 
В 1845 году в селе Новое Еголдаево была открыта церковно-приходская школа. Располагалась она в доме наставника священника М.А. Колюмбова. Содержалась на средства палаты государственного имущества. В 1866 году обучалось 58 мальчиков и 1 девочка. Позднее уездным предводителем дворянства С.С. Норманном было основано одноклассное земское училище. Плата за обучение не взималась, размещалось в одноэтажном деревянном здании. В 1885-86 учебном году обучалось 63 мальчика. В 1895 году в селе было открыта церковно-приходская школа, которая по всей видимости существовала одновременно с училищем. Обучалось в ней 27 учащихся. 
В XIX — начале XX века село являлось центром Еголдаевской волости Ряжского уезда Рязанской губернии.  В 1906 году в селе было 569 дворов.
В 1918 году на базе закрытого земского училища открыта школа 1-й ступени, с 1931 года школа стала неполной средней с 7-летним сроком обучения, в 1962 году — 8-летняя, с 1966 — средняя. В 1936 году для школы было построено двухэтажное кирпичное здание, которое сгорело в 1985 году. С 1988 года школа размещается в новом двухэтажном здании.
С 1929 года село являлось центром Новоеголдаевского сельсовета Ряжского района Рязанского округа Московской области, с 1937 года — в составе Рязанской области, с 2005 года — в составе Дегтянского сельского поселения.

## Население
| 1859 | 1897  | 1906  | 2010 |
| ---- | ----- | ----- | ---- |
| 2260 | ↗3721 | ↗4530 | ↘720 |

## Инфраструктура
В селе имеются Новоеголдаевская основная образовательная школа (Филиал МОУ Ряжская средняя школа № 4), отделение почтовой связи. 

## Достопримечательности
В селе расположена действующая Церковь Николая Чудотворца (1838).